# فالکونیر (تگزاس)
فالکونیر (به انگلیسی: Falconaire) یک منطقهٔ مسکونی در ایالات متحده آمریکا است که در شهرستان استار، تگزاس واقع شده‌است. فالکونیر ۱۳۲ نفر جمعیت دارد.